# CSI: A helyszínelők (5. évad)
Az itt található lista az A helyszínelők című televíziós sorozat ötödik évadjának epizódjait tartalmazza. Az évad eredeti sugárzása a CBS-en 2004. szeptember 23. és 2005. május 19. között volt.
Hazánkban az évad premierje az RTL Klubon volt, majd a Viasat 3 ismételte 2011. március 19-től pedig a Cool TV vetítette.
| #    | Magyar cím | Eredeti cím                      | Író                                                                       | Rendező           | Eredeti premier                    | No. # |  |  |
| ---- | --- | -------------------------------- | ------------------------------------------------------------------------- | ----------------- | ---------------------------------- | ----- |  |  |
| 5x1  | „Éljen Las Vegas” | „Viva Las Vegas”                 | Danny Cannon és Carol Mendelsohn                                          | Danny Cannon      | 2004. szeptember 23.               | 93    |  |  |
| 5x1  | Négy ügyön kell dolgoznia a helyszínelőknek egyidőben. Greg és Grissom egy lövöldözés körülményeit vizsgálja az egyik felkapott klubnál. Greg számára különösen fontos ez az ügy, az utolsó vizsgája a kinevezéséhez. Catherine a szálloda szobában megölt sztriptíztáncosnő esetét elemzi, Warrick megfejti a villamosszékké változott fotel titkát, míg Sara és Nick az 51-es körzetben eltemetett idegen után nyomoz. - Vendégszereplők: Nicholas Lea és Reiko Aylesworth |                                  |                                                                           |                   |                                    |       |  |  |
|      | |                                  |                                                                           |                   |                                    |       |  |  |
| 5x2  | „A csatornában” | „Down the Drain”                 | Naren Shankar                                                             | Kenneth Fink      | 2004. október 7.                   | 94    |  |  |
| 5x2  | Szétmart holttestet találnak a csatornában. Grissom és csapata nehéz feladat előtt áll, mert a holttestet szinte lehetetlen azonosítani. A nyomok alapján végül eljutnak egy eltűnt fiúhoz, akinek hat hete veszett nyoma. Az alapos munkának köszönhetően megtalálják a házat, ahol feltehetően a fiúval végeztek, de a helyszínelők nem tudnak elegendő bizonyítékot összegyűjteni a helyszínen, mert a házban található robbanószerek felrobbannak. |                                  |                                                                           |                   |                                    |       |  |  |
|      | |                                  |                                                                           |                   |                                    |       |  |  |
| 5x3  | „Szüret” | „Harvest”                        | Judith McCreary                                                           | David Grossman    | 2004. október 14.                  | 95    |  |  |
| 5x3  | A tízéves Alicia Perezt elrabolják világos nappal a zsúfolt utcáról. A helyszínelők a nyomok alapján Marlon Waylordhoz, a többszörösen visszaeső pedofil házához jutnak, ahol megtalálják az autót, amivel a rablást elkövették. Grissomnak azonban gyanússá válik a kislány családja, akik nyilvánvalóan titkolnak valamit. Amikor megtalálják Alicia holttestét, kiderül, hogy a gyermek 12 alkalommal adott gerincvelőt leukémiás bátyjának, és a fájdalmas beavatkozások után még várt rá egy nagy műtét, ahol az egyik veséjét operálták volna ki, szintén a testvére számára. |                                  |                                                                           |                   |                                    |       |  |  |
|      | |                                  |                                                                           |                   |                                    |       |  |  |
| 5x4  | „Szarkalábak” | „Crow's Feet”                    | Josh Berman                                                               | Richard J. Lewis  | 2004. október 21.                  | 96    |  |  |
| 5x4  | Holtan találnak egy jómódú nőt a szállodai szobájában. Először vírusfertőzésre gyanakszanak, később azonban kiderül, hogy a nő testén látható foltok szépészeti beavatkozások eredményei. Az áldozat Dr. Malaga speciális fiatalító kúráján vett részt, és feltehetőleg mérgezés okozta a halálát. Hamarosan újabb páciens esik áldozatul, aki pontosan ugyanazokon a kezeléseken esett át. Catherine és Nick kísérletek segítségével rájön, hogy pontosan mi váltotta ki a halálukat, de bizonyítani nem tudják.                                                                   |                                  |                                                                           |                   |                                    |       |  |  |
|      | |                                  |                                                                           |                   |                                    |       |  |  |
| 5x5  | „Csere” | „Swap Meet”                      | Carol Mendelsohn & David Rambo & Naren Shankar                            | Danny Cannon      | 2004. október 28.                  | 97    |  |  |
| 5x5  | Női holttestet találnak egy szökőkútba dobva. A gyönyörű nő, Vanessa férjes asszony volt, akiért rajongtak a baráti társaság férfi tagjai. A nyomozás során kiderül, hogy a négy házaspár havonta egyszer partit rendezett, ahol kedvükre partnert cseréltek. Vanessa a halála éjszakáján mind a négy férfival ágyba bújt, így bármelyikük lehetett a gyilkos. |                                  |                                                                           |                   |                                    |       |  |  |
|      | |                                  |                                                                           |                   |                                    |       |  |  |
| 5x6  | „Mi rágja Gilbert Grissomot” | „What's Eating Gilbert Grissom?” | Sarah Goldfinger                                                          | Kenneth Fink      | 2004. november 4.                  | 98    |  |  |
| 5x6  | Emberi maradványokat találnak az egyetem környékén. A vizsgálatok során kiderül, hogy az áldozat egy fiatal lány. Grissom érzi, hogy az eset több mint aminek látszik, és a gyanúja beigazolódik. A kékfestékes sorozatgyilkos szedi újra áldozatait, ami azt jelenti, hogy korábban nem a valódi tettest ítélték el. Szorgalmas munka árán eljutnak a gyilkos házához, de a gyanúsított kicsúszik a kezükből. |                                  |                                                                           |                   |                                    |       |  |  |
|      | |                                  |                                                                           |                   |                                    |       |  |  |
| 5x7  | „Formaságok” | „Formalities”                    | Dustin Lee Abraham & Naren Shankar                                        | Bill Eagles       | 2004. november 11.                 | 99    |  |  |
| 5x7  | Tragikusan ér véget az a középiskolai évzáró buli, ahol holtan találják a pénzbehajtó, Bobby Jensen lányát. A diákokról kiderül, hogy mindannyian a milliomos csemete, Janelle Macklin játékához asszisztáltak, aki több osztálytársát is rábírta arra, hogy szimuláljanak egy emberrablást. Miután tisztázódik a Jensen lány halála, újabb kérdésre kell megtalálniuk a helyszínelőknek a választ: Janelle csak játszik, vagy valóban elrabolták? - Vendégszereplő: Seth Gabel és Xander Berkeley                                                                                  |                                  |                                                                           |                   |                                    |       |  |  |
|      | |                                  |                                                                           |                   |                                    |       |  |  |
| 5x8  | „Átalakítás” | „Ch-Ch-Changes”                  | Jerry Stahl                                                               | Richard J. Lewis  | 2004. november 18.                 | 100   |  |  |
| 5x8  | Egy rendőri igazoltatás után holtan találnak rá Wendyre, a nővé operált férfire. Grissom és Brass nyomozó számára meglehetősen bizarrá válik a nyomozás, Wendy környezetében ugyanis senkiről sem állítható biztosan, hogy az illető valóban nő. Miután zsákutcába jutnak az átoperálást végző orvos kilétét illetően, újabb holttest kerül elő. Az ott talált DNS-minták megdöbbentő eredményt hoznak. |                                  |                                                                           |                   |                                    |       |  |  |
|      | |                                  |                                                                           |                   |                                    |       |  |  |
| 5x9  | „Mea Culpa” | „Mea Culpa”                      | Josh Berman & Carol Mendelsohn és Josh Berman                             | David Grossman    | 2004. november 25.                 | 101   |  |  |
| 5x9  | Egy per újrafelvétele során Grissom a tárgyaláson olyan ujjlenyomatot talál az egyik azonosítandó tárgyi bizonyítékon, amely nem szerepel semelyik laborjelentésben sem. A tárgyalás félbeszakad, Grissom pedig újra ráállítja a csapatot az ügyre. Bár sikerrel járnak, Eckley, az új személyzeti főnök mondva csinált hibákra hivatkozva feloszlatja a csapatot. |                                  |                                                                           |                   |                                    |       |  |  |
|      | |                                  |                                                                           |                   |                                    |       |  |  |
| 5x10 | „Emberi érzések nélkül” | „No Humans Involved”             | Judith McCreary                                                           | Rob Bailey        | 2004. december 9.                  | 102   |  |  |
| 5x10 | Az építési területen megölt fiúval úgy tűnik, hogy többszörös tompa ütések végeztek, a gyilkos fegyver pedig egy kalapács. A helyszínelők hasított szövetet találnak a kezében, ami elvezeti őket ahhoz a lányhoz, aki azonosítani tudja az áldozatot. |                                  |                                                                           |                   |                                    |       |  |  |
|      | |                                  |                                                                           |                   |                                    |       |  |  |
| 5x11 | „Ki lőtte le Holmest?” | „Who Shot Sherlock?”             | Richard Catalani & David Rambo                                            | Kenneth Fink      | 2005. január 6.                    | 103   |  |  |
| 5x11 | Sherlock Holmes lakásának a tökéletes másolatában találnak egy halottat, Denny Kingsleyt. Grissom és csapata elámul a társaság láttán, akik az áldozat vezetésével Sherlock Holmes világát elevenítették fel, korhű jelmezekben hétről hétre eljátszották a híres bűneseteket. A helyszínen rögzített nyomok öngyilkosságra utalnak, ám a fegyver eltűnt a helyszínről. |                                  |                                                                           |                   |                                    |       |  |  |
|      | |                                  |                                                                           |                   |                                    |       |  |  |
| 5x12 | „Kígyók” | „Snakes”                         | Dustin Lee Abraham                                                        | Richard J. Lewis  | 2005. január 13.                   | 104   |  |  |
| 5x12 | Két fiatal nőt is holtan találnak a sivatagban. A lányokról kiderül, hogy orosz emigránsok voltak, akik a gazdag üzletember, Andrew Meltonhoz kerültek volna, ám csak Svetlana ért célba. A nyomozás során kiderül, hogy Melton szinte rabként tartotta otthon a lányt, aki végül fellázadt és szökni próbált. Közben Sara az irodában összetűzésbe kerül Eckleyvel és Catherine-nel, ám Grissom még felszólításra sem hajlandó kolléganőjét kirúgni. |                                  |                                                                           |                   |                                    |       |  |  |
|      | |                                  |                                                                           |                   |                                    |       |  |  |
| 5x13 | „Két emigráns” | „Nesting Dolls”                  | Sarah Goldfinger                                                          | Bill Eagles       | 2005. február 3.                   | 105   |  |  |
| 5x13 | Két fiatal nőt is holtan találnak a sivatagban. A lányokról kiderül, hogy orosz emigránsok voltak, akik a gazdag üzletember, Andrew Meltonhoz kerültek volna, ám csak Svetlana ért célba. A nyomozás során kiderül, hogy Melton szinte rabként tartotta otthon a lányt, aki végül fellázadt és szökni próbált. Közben Sara az irodában összetűzésbe kerül Eckleyvel és Catherine-nel, ám Grissom még felszólításra sem hajlandó kolléganőjét kirúgni. |                                  |                                                                           |                   |                                    |       |  |  |
|      | |                                  |                                                                           |                   |                                    |       |  |  |
| 5x14 | „Elviselhetetlen” | „Unbearable”                     | Josh Berman & Carol Mendelsohn                                            | Kenneth Fink      | 2005. február 10.                  | 106   |  |  |
| 5x14 | Fiatal nő holttestére bukkannak egy erdőben. A jelek szerint a férj volt a tettes, ám hamar kiderül, hogy a nő mostohaanyjának is volt indítéka a gyilkosságra. Közben Catherine és csapata egy vadászbaleseten dolgozik. Az illegális vadászat során azonban nemcsak a préda, azaz egy hatalmas termetű kodiak medve, hanem a vadász is életét vesztette. - Vendégszereplő: Forbes March |                                  |                                                                           |                   |                                    |       |  |  |
|      | |                                  |                                                                           |                   |                                    |       |  |  |
| 5x15 | „Óriásbébi” | „King Baby”                      | Jerry Stahl                                                               | Richard J. Lewis  | 2005. február 17.                  | 107   |  |  |
| 5x15 | Bruce Eiger kaszinótulajdonost holtan találják, a jelek szerint leugrott a háza teraszáról. A város leghatalmasabb üzletemberéről hamarosan kiderül, hogy különös perverziónak hódolt: csütörtökönként, a háza titkos szobájában, csecsemőnek öltözött és arra kényszerítette a közvetlen környezetét, hogy ők is vegyenek részt a játékban. Az ügy során egy zsarolási ügyre is fény derül. |                                  |                                                                           |                   |                                    |       |  |  |
|      | |                                  |                                                                           |                   |                                    |       |  |  |
| 5x16 | „Nagy különbség” | „Big Middle”                     | Dustin Lee Abraham és Judith McCreary & Naren Shankar                     | Kenneth Fink      | 2005. február 24.                  | 108   |  |  |
| 5x16 | Maurice Hudsonra egy szállodai szobában találnak rá, feltehetően egy nehéz tárgy okozta a halálát. Grissom legnagyobb megdöbbenésére úgy fest, hogy a halálos tárgy a szállodában rendezett molett nők összejöveteléről származik. Catherine és csapata Kelvin Russel bukméker ügyében nyomoz, akit a közeli mocsárban ölték meg, körülötte pedig számtalan fogadási szelvényt találtak. |                                  |                                                                           |                   |                                    |       |  |  |
|      | |                                  |                                                                           |                   |                                    |       |  |  |
| 5x17 | „Kényszer” | „Compulsion”                     | Josh Berman & Richard Catalani                                            | Duane Clark       | 2005. március 10.                  | 109   |  |  |
| 5x17 | Megölik Martha Krellt, a fiatal, jómódú nőt. A nyomok kísértetiesen emlékeztetnek egy régebbi gyilkosságra, ám értékelhető ujjlenyomatot annál az esetnél nem tudtak levenni. A korszerűsítésnek köszönhetően azonban sikerül azonosítani mind a két tetthelyen rögzített mintát, és kiderül, hogy egyezik és Jesse Achesoné, aki rendszeres látogatója az állami fegyházaknak. |                                  |                                                                           |                   |                                    |       |  |  |
|      | |                                  |                                                                           |                   |                                    |       |  |  |
| 5x18 | „Az élet szikrája” | „Spark of Life”                  | Allen McDonald                                                            | Kenneth Fink      | 2005. március 31.                  | 110   |  |  |
| 5x18 | Megégett holttestet találnak az erdőben. A helyszínre kiérkező Grissom azonban mentőt hívat, a fiatal nő, aki testének háromnegyedén megégett, még életben van. Közben Catherine és Nick a Stewart család ügyén dolgozik. A tragédiában meghalt mindkét szülő és a kislányuk is. Hamarosan azonban kiderül, hogy a két ügy összefügg. |                                  |                                                                           |                   |                                    |       |  |  |
|      | |                                  |                                                                           |                   |                                    |       |  |  |
| 5x19 | „4 X 4” | „4 X 4”                          | Sarah Goldfinger & Naren Shanker és Dustin Lee Abraham & David Rambo      | Terrence O'Hara   | 2005. április 14.                  | 111   |  |  |
| 5x19 | A helyszínelőket egyetlen éjszaka alatt négy üggyel bízzák meg. Grissom és Brass egy ellopott kalapács és egy dohány bolt ügyében nyomoznak, Warricknek show-girl jutott, Sara és Greg a testépítő esetén dolgozik, Nicknek pedig egy fiatal fiú halálának az okát kell kiderítenie. |                                  |                                                                           |                   |                                    |       |  |  |
|      | |                                  |                                                                           |                   |                                    |       |  |  |
| 5x20 | „Brass kapitány” | „Hollywood Brass”                | Sarah Goldfinger & Carol Mendelsohn                                       | Bill Eagles       | 2005. április 21.                  | 112   |  |  |
| 5x20 | A sokak által nem szeretett Jim Brass kapitány elutazása után Ellie szívességet kér Grissomtól. Szeretné megtalálni barátja gyilkosát, miután az ügyben holtpontra jutott. Warrick segítséget kér befolyásos barátjától. Hamarosan kiderül, hogy a gyilkos hatalmi pozícióban van, és bár bizonyítékok támasztják alá a bűnösségét lehetetlen bíróság elé állítani. |                                  |                                                                           |                   |                                    |       |  |  |
|      | |                                  |                                                                           |                   |                                    |       |  |  |
| 5x21 | „Örök rabság” | „Committed”                      | Sarah Goldfinger & Richard J. Lewis & Uttam Narsu                         | Richard J. Lewis  | 2005. április 28.                  | 113   |  |  |
| 5x21 | Sara és Grissom az elmegyógyintézetben megölt beteg ügyében nyomoznak. A helyszínre érkezve több kellemetlen meglepetés is éri őket. A pszichiátriai kezelés alatt álló, szellemileg instabil betegek kihallgatása nagyon kemény feladatnak bizonyul. Ráadásul a páciensek elbeszéléseiből további megdöbbentő szörnyűségek derülnek ki az intézetről és az ápolók aljas játékairól. |                                  |                                                                           |                   |                                    |       |  |  |
|      | |                                  |                                                                           |                   |                                    |       |  |  |
| 5x22 | „Willows bajban” | „Weeping Willows”                | Areanne Lloyd                                                             | Kenneth Fink      | 2005. május 5.                     | 114   |  |  |
| 5x22 | A kimerítő nap után Catherine betér a közeli bárba, ahol egy vendég megpróbál kikezdeni vele. A férfi a bár egyik gyufásdobozára írja fel a telefonszámát, hátha Catherine meggondolná magát. Később, még aznap este Grissom kéri meg egy szívességre, miután kiderül, hogy ugyanabban a bárban egy nőt meggyilkoltak. A halálát megelőzően ugyanazzal a férfival látták, aki Catherine-t is megkörnyékezte. |                                  |                                                                           |                   |                                    |       |  |  |
|      | |                                  |                                                                           |                   |                                    |       |  |  |
| 5x23 | „Jégbe fagyva” | „Iced”                           | Josh Berman                                                               | Richard J. Lewis  | 2005. május 12.                    | 115   |  |  |
| 5x23 | Eckley, a helyszínelők főnöke kénytelen terepre menni, miután Grissom a bíróságon tanúskodik, Catherine pedig helyszínel már egy bűnténynél. A parkolóházban megtalált, véres holttest látszólag könnyű esetnek tűnik, ám Eckley legnagyobb elképedésére ellopják a holttestet a hullaházból. Közben Grissom csapata az egyetemi kollégium szerelmespárjának a halálát vizsgálja. A két fiatalon semmilyen külsérelmi nyom nem látható, úgy tűnik, egyszerre állt meg a szívük. |                                  |                                                                           |                   |                                    |       |  |  |
|      | |                                  |                                                                           |                   |                                    |       |  |  |
| 5x24 | „A síron túl 1.” | „Grave Danger, Part 1”           | Quentin Tarantino és Carol Mendelsohn & Naren Shankar & Anthony E. Zuiker | Quentin Tarantino | 2005. május 19. / 2011. február 4. | 116   |  |  |
| 5x24 | A helyszínelők összefognak, hogy megmentsék egyik társuk, Nick Stokes életét, miután megtudják, hogy elrabolták és egy koporsóban élve eltemették nagy erőkkel a koporsó helyét keresik. Eközben Nicknek vészesen fogy a levegője. |                                  |                                                                           |                   |                                    |       |  |  |
|      | |                                  |                                                                           |                   |                                    |       |  |  |
| 5x25 | „A síron túl 2.” | „Grave Danger, Part 2”           | Quentin Tarantino és Carol Mendelsohn & Naren Shankar & Anthony E. Zuiker | Quentin Tarantino | 2005. május 19. / 2011. február 4. | 117   |  |  |
| 5x25 | |                                  |                                                                           |                   |                                    |       |  |  |
|      | |                                  |                                                                           |                   |                                    |       |  |  |